# 이탈리아 도서 지역
이탈리아 도서 지역(이탈리아어: Italia insulare 또는 이탈리아어로 섬을 뜻하는 "Isole"로만 불리는 경우가 있음.)은 이탈리아의 영토에 속하지만, 이탈리아반도에 속하지 않는 지역을 말하며, 주로 시칠리아와 사르데냐로 구성된다.

## 경제
이 지역의 국내 총생 (GDP)은 2018년 1,239억 유로로 이탈리아 경제 생산량의 7%를 차지했다. 구매력을 고려한 1인당 GDP는 18,500 유로로 같은 해 EU 27개국 평균의 62%였다.

## 같이 보기
- 이탈리아 북부
- 이탈리아 중부
- 이탈리아 남부